# Introducing Roland Kirk
Introducing Roland Kirk est un album de Roland Kirk sorti en 1960.

## Description
Introducing Roland Kirk est le deuxième album de Roland Kirk 4 ans après Triple Threat qui était passé plus ou moins inaperçu. Cette « introduction » à Kirk ouvre le très prolifique catalogue discographique qu’enregistrera le multi-instrumentiste au cours  des années 1960. Si la musique reste du hard bop assez classique comparé à de futurs albums, elle présente déjà beaucoup des facultés et Roland Kirk et notamment son jeu simultané de différents saxophones, le ténor, le stritch et le manzello.

## Pistes
Sauf indication, toutes les compositions de Roland Kirk
1. The Call (8:42)
2. Soul Station (5:57)
3. Our Waltz (David Rose) (4:51)
4. Our Love Is Here to Stay (George Gershwin, Ira Gershwin) (4:50)
5. Spirit Girl (5:33)
6. Jack the Ripper (William Burton) (7:32)

## Musiciens
- Roland Kirk – Saxophone ténor, Stritch, Manzello, flûte traversière
- Ira Sullivan – Trompette,  saxophone ténor
- William Burton - Orgue, piano
- Donald Garrett - Contrebasse
- Sonny Brown - Batterie